# Вартенберг (Гессен)
Вартенберг (нім. Wartenberg) — громада в Німеччині, знаходиться в землі Гессен. Підпорядковується адміністративному округу Гіссен. Входить до складу району Фогельсберг.
Площа — 39,54 км2. Населення становить 3847 ос. (станом на 31 грудня 2020).